# Vincitori al Turkvision Song Contest

## Lista
| Anno | Data                | Città Ospitante     | Vincitore           | Canzone                 | Cantante            | Punti               | Margine             | Secondo Posto       |
| ---- | ------------------- | ------------------- | ------------------- | ----------------------- | ------------------- | ------------------- | ------------------- | ------------------- |
| 2013 | 21 dicembre         | Eskişehir           | Azerbaigian         | "Yaşa"                  | Farid Hasanov       | 134                 | 59                  | Bielorussia         |
| 2014 | 21 novembre         | Kazan'              | Kazakistan          | "Izin korem"            | Zhanar Dugalova     | 225                 | 24                  | Tatarstan           |
| 2015 | 19 dicembre         | Istanbul            | Kirghizistan        | "Kim bilet" (Ким билет) | Jiidesh İdirisova   | 194                 | 9                   | Kazakistan          |
| 2016 | Edizione Cancellata | Edizione Cancellata | Edizione Cancellata | Edizione Cancellata     | Edizione Cancellata | Edizione Cancellata | Edizione Cancellata | Edizione Cancellata |
| 2017 | Edizione Cancellata | Edizione Cancellata | Edizione Cancellata | Edizione Cancellata     | Edizione Cancellata | Edizione Cancellata | Edizione Cancellata | Edizione Cancellata |
| 2020 | 20 dicembre         | Istanbul            | Ucraina             | "Tikenli yol"           | Natalie Papazoglu   | 226                 | 22                  | Sacha-Jacuzia       |
| 2021 | Edizione Cancellata | Edizione Cancellata | Edizione Cancellata | Edizione Cancellata     | Edizione Cancellata | Edizione Cancellata | Edizione Cancellata | Edizione Cancellata |
| 2022 | giugno 2022         | Fergana             |                     |                         |                     |                     |                     |                     |

## Per paese
| Numero vittorie | Paesi        |
| --------------- | ------------ |
| 1               | Azerbaigian  |
| 1               | Kazakistan   |
| 1               | Kirghizistan |
| 1               | Ucraina      |

## Per lingua
| Vittorie | Lingua    | Anni  | Paesi        |
| -------- | --------- | ----- | ------------ |
| 1        | Azero     | 2013  | Azerbaigian  |
| 1        | Kazako    | 2014, | Kazakistan   |
| 1        | Chirghiso | 2015  | Kirghizistan |
| 1        | Gagauzo   | 2020  | Ucraina      |